# Lasioglossum griseolum
Lasioglossum griseolum is een vliesvleugelig insect uit de familie Halictidae. De wetenschappelijke naam van de soort is voor het eerst geldig gepubliceerd in 1872 door Morawitz.